# Shannon Rowbury
Shannon Rowbury, född den 19 september 1984, är en amerikansk friidrottare som tävlar i medeldistanslöpning främst 1 500 meter. 
Rowburys genombrott kom under 2008 då hon blev amerikansk mästare inomhus på 3 000 meter. Utomhus vann hon de amerikanska uttagningarna på 1 500 meter inför Olympiska sommarspelen 2008. Väl i Peking tog hon sig till final på 1 500 meter och slutade där sjua på tiden 4.03,58. Hon fick även delta vid IAAF World Athletics Final 2008 i Stuttgart där hon blev femma.

## Personliga rekord
- 1 500 meter - 4.00,33